# Centro de Pesquisas Avançadas Wernher von Braun
O Centro de Pesquisas Avançadas Wernher von Braun é uma instituição que presta serviços de Pesquisa, Desenvolvimento e Inovação para Empresas e Instituições em Geral.
Foi criado em 1997 e, desde o início de suas atividades, trabalha desenvolvendo soluções tecnológicas nas áreas de Software (de Sistemas de TI a Embarcados passando por Aplicativos) e Hardware (Componentes Semicondutores e Equipamentos) em soluções de inovação para os mercados de Intelligent Transportation Systems (ITS), Automação e Inteligência de Varejo, Sistemas Automotivos, Big Data, Ferramentas para Estruturação de Serviços, Aplicativos para Mídias de Consumo, entre outros.
Como Instituição Credenciada junto do Ministério de Ciência, Tecnologia e Inovação (MCTI) desde o ano de 2002, possui os mecanismos necessários à isenção de impostos para empresas que se beneficiem dos incentivos associados à pesquisa e desenvolvimento no âmbito das Leis Brasileiras que regulamentam o setor.
O Centro von Braun se destaca pela capacidade de viabilizar os resultados de pesquisa e desenvolvimento em aplicações de mercado, tornando o investimento em P&D em benefícios diretos, estruturando a inovação em segmentos que seus clientes não possuiam antes do relacionamento com o Centro, i.e., cria novas verticais de negócio como vantagem para as empresas e instituições que procuram seus serviços.